# Каштру, Жозе Луиш ди
Жозе Луиш ди Каштру (порт. José Luís de Castro; 19 августа 1744, Лиссабон — 23 марта 1819, там же) — португальский и бразильский государственный деятель, вице-король Бразилии, адмирал Португалии, губернатор Рио-де-Жанейро.
Португальский аристократ. Второй граф Ресенде. Наследственный 22-й адмирал Королевства Португалия (1744).
С 1790 по 1801 год — 5-й вице-король Бразилии. Будучи роялистом, боролся с любыми проявлениями симпатии к идеям Великой французской революции. После получения жалобы на деятельность литературного общества группы интеллектуалов, основанной его предшественником, обнаружил, что там обсуждались политические вопросы, комментировались другие события общественно-политической жизни, в том числе такие как французская революция, он распустил общество и 27 месяцев продержал его членов в цитадели до судебного процесса, после чего вынес постановление об их освобождении, не найдя в действии обвиняемых достаточных улик.
Тогда же в течение одиннадцати лет был губернатором столичного города Рио-де-Жанейро. Запомнился тем, что во время его руководства городом началась установка уличного освещения масляными лампами на основе сгорания ворвани. Принял меры по благоустройству Рио, улучшению водоснабжения горожан, обустроил подземное течение водопровода Кариока, который до этого протекал по открытому каналу.